# 山口県道286号日置上油谷線
山口県道286号日置上油谷線（やまぐちけんどう286ごう へきかみゆやせん）は、山口県長門市を通る一般県道である。

## 概要
長門市日置上から長門市油谷新別名に至る。もともとは農免農道として整備された道路が県道に昇格したものであるため、地元では「農免道路」と称されることが多い。実際に、現在でも大半の区間が長門大津広域農道（通称「みのりロード」）と重複する。
ほぼ全線にわたって国道191号の南側を平行する。終点付近を直進すると、そのまま北浦広域農道となり、国道191号をオーバークロスして川尻岬へと至る。

### 路線データ
- 起点：長門市日置上（国道191号交点）
- 終点：長門市油谷新別名（人丸交差点、国道191号交点）

## 路線状況

### 重複区間
- 長門大津広域農道（長門市日置上 - 長門市油谷久富）

## 地理

### 通過する自治体
- 長門市

### 交差する道路
| 交差する道路                      | 交差する場所 | 交差する場所      |
| --------------------------------- | ------------ | ----------------- |
| 国道191号                         | 日置上       | 起点              |
| 長門大津広域農道 重複区間起点     | 日置上       |                   |
| 山口県道281号俵山長門古市停車場線 | 日置上       |                   |
| 長門大津広域農道 重複区間終点     | 油谷久富     |                   |
| 北浦広域農道                      | 油谷久富     |                   |
| 国道191号                         | 油谷新別名   | 人丸交差点 / 終点 |

### 沿線
- JR西日本山陰本線 人丸駅（終点付近）